# Maria Bartusówna

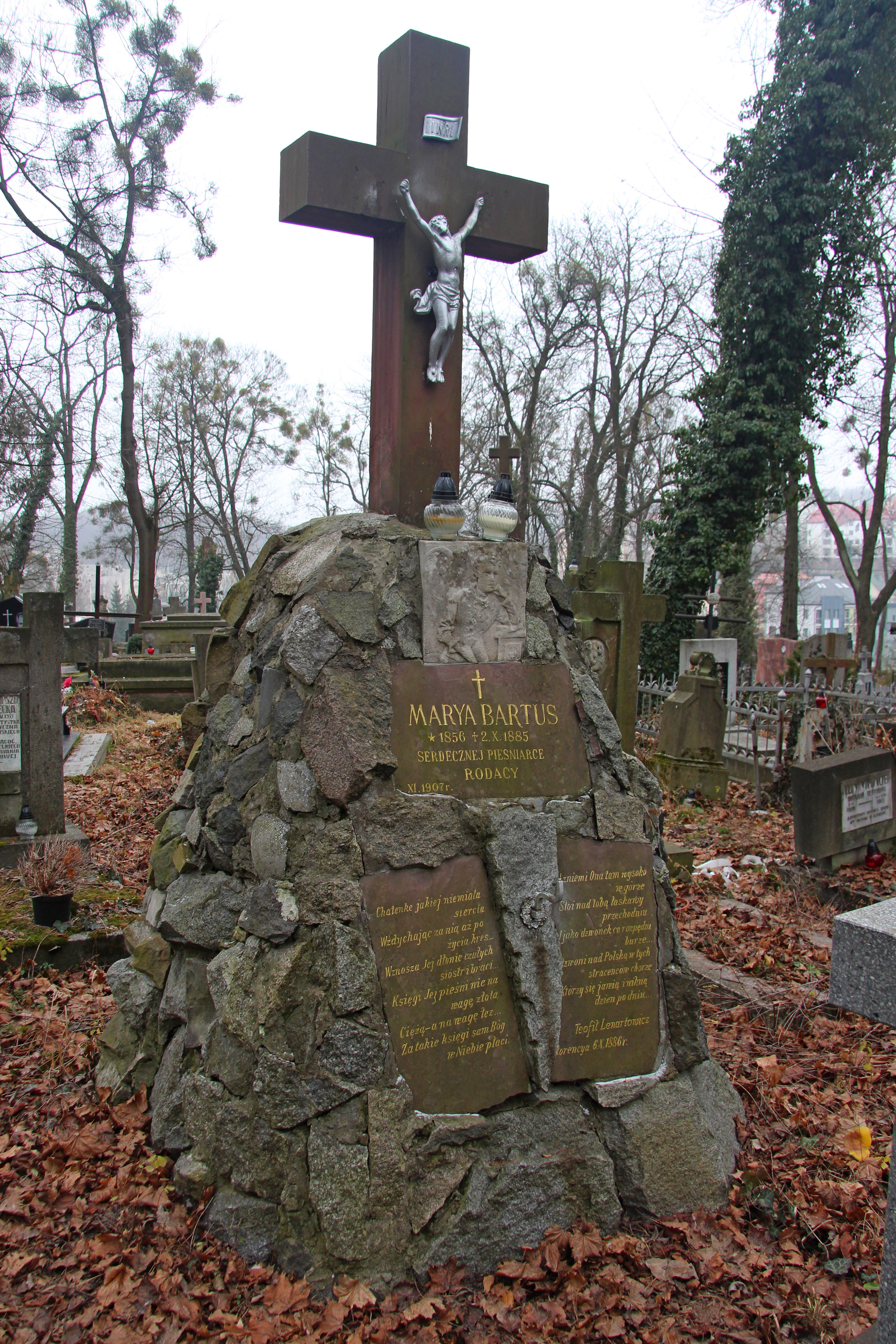
Grób Marii Bartusówny

Maria Mirosława Bartusówna (ur. 10 stycznia 1854 we Lwowie, zm. 2 października 1885 tamże) – polska poetka i nowelistka epoki pozytywizmu, działaczka oświatowa oraz nauczycielka.

## Życiorys
Córka malarza Stanisława Bartusa i Henryki ze Szczepańskich. Jej ojcem chrzestnym był pisarz i dziennikarz Jan Zachariasiewicz. Po śmierci ojca w 1859 spędziła kilka lat w rodzinie dziadka – Jana Juliana Szczepańskiego, dziennikarza i wydawcy. W późniejszych latach mieszkała, wraz z matką i ojczymem, w Roztokach nad Czeremoszem oraz u wuja Marcelego Sławińskiego w Kołomyi, gdzie współpracowała z teatrem amatorskim i była związana ze środowiskiem działaczy społecznych.
W 1874 w przeprowadziła się do Lwowa. W 1876 roku zakończyła tam kurs freblowski, po czym zdała egzamin pedagogiczny w Krakowie i podjęła pracę jako nauczycielka w szkołach ludowych.
W latach 1876–1878 pracowała w ochronkach. Przez krótki czas mieszkała w Warszawie, gdzie Antoni Odyniec zaprosił ją do współpracy z czasopismem „Kronika Rodzinna”, a także w Krakowie. Po zdaniu egzaminu nauczycielskiego w 1878 pracowała jako nauczycielka w szkołach wiejskich, m.in. w Sokolnikach pod Lwowem (1879-1880) i Nienadowej (1881–1882). Po powrocie do Lwowa starała się bezskutecznie o posadę w urzędzie (z braku środków nie mogła przystąpić do kursu na nauczyciela miejskiego). Współpracowała m.in. z czasopismami: „Dziennik Mód” (Kraków), „Tydzień” (Lwów) i „Ognisko Domowe” (Warszawa). Od roku 1882 z powodu gruźlicy nie mogła pracować w szkolnictwie.
W 1870, mając szesnaście lat, zadebiutowała patriotycznym poematem Trzy obrazy Sybiru w tygodniku „Jutrzenka”, wydawanym w Kołomyi. Pierwszy zbiór wierszy Bartusówny (pod pseudonimem Marya B) pt. Poezje ukazał się w 1876 we Lwowie nakładem księgarni Władysława Bełzy. W 1880 opublikowała rozszerzone wydanie debiutu, w 1884 – poemat Czarodziejska fujarka, a w 1885 – opowieść prozą Duch ruin. Twórczość liryczna Marii Bartus bywa uznawana za jeden z pierwszych przejawów polskiej poezji kobiecej.
Działała na rzecz oświaty ludowej.
W ostatnich latach życia Maria Bartusówna chorowała na gruźlicę, co było powodem jej śmierci. Jej ostatnim utworem był wiersz pt. Do śmierci, zmarła 2 października 1885, została pochowana na Cmentarzu Łyczakowskim w niedzielę 4 października 1885 pole 53.

## Twórczość
W liryce Bartusównej znajdowało odbicie jej życie osobiste – osierocenie, trudne warunki życiowe, choroba, zawód miłosny. W poematach nawiązywała do romantyków, zwłaszcza do Juliusza Słowackiego. Ostatni z poematów, Czarodziejska fujarka (1884), jest alegorią różnych warstw narodu walczących ze sobą lub pogrążonych w niemocy. Ostatecznie natchniony ludowy śpiewak pokonuje dźwiękiem fujarki Ducha Burzy, przedstawiając wizję zgody i otrząśnięcia się z marazmu. Inne poematy jej autorstwa to m.in. Magdalena, Wilia szlachecka.
Ważne miejsce w twórczości zajmowały motywy patriotyczne – Bartusówna wychowała się w atmosferze żałoby narodowej po klęsce powstania styczniowego, interesowała się losami powstańców, walką o niepodległość Polski. Tematom powstańczym poświęcone były wiersze i poematy Trzy obrazy Sybiru, Sen powstańca, W dwudziestą rocznicę powstania styczniowego. Z racji miejsca zamieszkania na Kresach południowo-wschodnich w jej twórczości pojawiały się także wątki ukraińskie, np. w poemacie Opryszek (1876), którego akcja dzieje się na Huculszczyźnie.

## Upamiętnienie
8 kwietnia 1889 w kościele OO. Dominikanów zostało odsłonięte epitafium wmurowane w ścianę kościoła w pierwszej kaplicy po lewej stronie. Inicjatorką jego powstania była kierowniczka seminarium żeńskiego Antonina Machczyńska. Wykonany został z alabastru i marmuru i przedstawiał kontur chaty z umieszczonym pośrodku medalionem z profilem Bartusówny z białego marmuru. Pod medalionem była lira przysłonięta kwiatami. Poniżej, na tablicy marmurowej, znajdował się wiersz Teofila Lenartowicza, a pod nim napis: " Marja Bartusówna urodona 1854 +1885". Pomnik zaprojektował bezpłatnie prof. Zachariewicz, medalion wykonał Tadeusz Wiśniowiecki, a resztę rzeźby wykonano w pracowni prof. Marconiego.